# Байсе
Ба́йсе (кит.: 百色) — міський округ у складі Гуансі-Чжуанського автономного району. Розташований на півдні Китаю. Адміністративне ядро — Юцзян.

## Адміністративний поділ
Міський округ поділяється на 2 райони, 2 міста та 8 повітів (один з них є автономним):
| Карта                                                                               | Карта      | Карта          | Карта            |
| ----------------------------------------------------------------------------------- | ---------- | -------------- | ---------------- |
| Лунлінь-Ге Сілінь Тяньлінь Напо Леє Лін'юнь Юцзян Тяньян Дебао Цзінсі Тяньдун Пінго |            |                |                  |
| Статус                                                                              | Назва      | Оригінал       | Населення (2020) |
| Міський район                                                                       | Тяньян     | 田阳区         | 308 785          |
| Міський район                                                                       | Юцзян      | 右江区         | 472 086          |
| Місто                                                                               | Пінго      | 平果市         | 455 643          |
| Місто                                                                               | Цзінсі     | 靖西市         | 489 163          |
| Повіт                                                                               | Дебао      | 德保县         | 269 758          |
| Повіт                                                                               | Леє        | 乐业县         | 146 397          |
| Повіт                                                                               | Лін'юнь    | 凌云县         | 188 194          |
| Повіт                                                                               | Напо       | 那坡县         | 171 781          |
| Повіт                                                                               | Сілінь     | 西林县         | 142 098          |
| Повіт                                                                               | Тяньдун    | 田东县         | 352 007          |
| Повіт                                                                               | Тяньлінь   | 田林县         | 224 828          |
| Автономний повіт                                                                    | Лунлінь-Ге | 隆林各族自治县 | 350 765          |

## Клімат
Громада знаходиться у зоні, котра характеризується вологим субтропічним кліматом. Найтепліший місяць — липень із середньою температурою 29.4 °C (85 °F). Найхолодніший місяць — січень, із середньою температурою 13.9 °С (57 °F).
| Клімат Байсе            | Клімат Байсе | Клімат Байсе | Клімат Байсе | Клімат Байсе | Клімат Байсе | Клімат Байсе | Клімат Байсе | Клімат Байсе | Клімат Байсе | Клімат Байсе | Клімат Байсе | Клімат Байсе | Клімат Байсе |
| Показник                | Січ.         | Лют.         | Бер.         | Квіт.        | Трав.        | Черв.        | Лип.         | Серп.        | Вер.         | Жовт.        | Лист.        | Груд.        | Рік          |
| Абсолютний максимум, °C | 31           | 32           | 37           | 42           | 42           | 41           | 38           | 38           | 37           | 36           | 33           | 31           | 42           |
| Середній максимум, °C   | 18           | 20           | 25           | 30           | 33           | 33           | 33           | 33           | 32           | 28           | 25           | 21           | 28           |
| Середня температура, °C | 13           | 15           | 20           | 25           | 27           | 28           | 29           | 28           | 27           | 23           | 20           | 16           | 23           |
| Середній мінімум, °C    | 8            | 11           | 15           | 20           | 22           | 24           | 25           | 24           | 22           | 18           | 15           | 11           | 18           |
| Абсолютний мінімум, °C  | 0            | 2            | 0            | 1            | 13           | 17           | 22           | 22           | 16           | 10           | 5            | 2            | 0            |
| Норма опадів, мм        | 0            | 10           | 40           | 50           | 150          | 200          | 290          | 200          | 60           | 100          | 60           | 10           | 1230         |
| Вологість повітря, %    | 70           | 72           | 72           | 68           | 69           | 75           | 79           | 81           | 79           | 76           | 77           | 76           | 75           |
| ----------------------- | ------------ | ------------ | ------------ | ------------ | ------------ | ------------ | ------------ | ------------ | ------------ | ------------ | ------------ | ------------ | ------------ |
| Джерело: Weatherbase    |              |              |              |              |              |              |              |              |              |              |              |              |              |